# Erik-Jan Zürcher

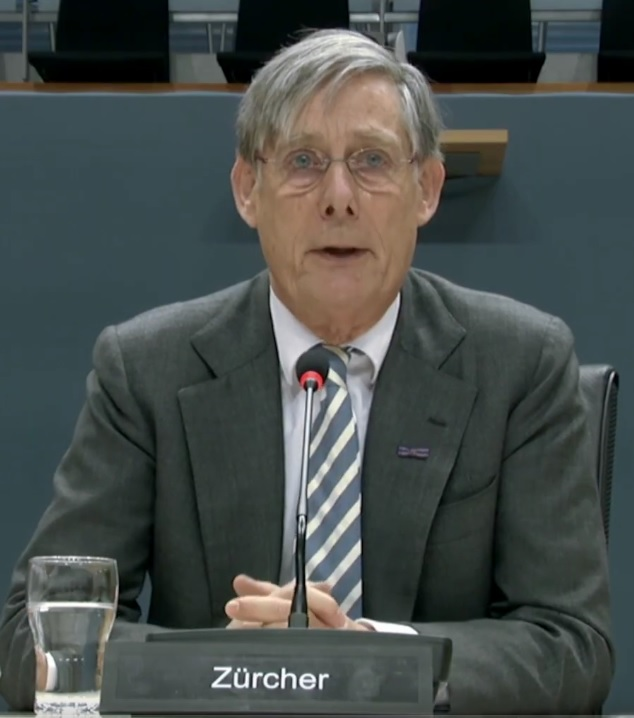
Erik-Jan Zürcher, 2020

Erik-Jan Zürcher (* 15. März 1953 in Leiden) ist Professor für türkische Sprache und Kultur an der Universität Leiden. 

## Leben
Zürcher ist der Sohn von Erik Zürcher (1928–2008), ehemaliger Professor für die Geschichte Ostasiens an der Universität Leiden. 
Er studierte Arabisch, Türkisch und Neupersisch und war danach Dozent an der damaligen katholischen Universität Nijmegen. 1984 promovierte er mit der Arbeit The Unionist Factor. The Role of the Committee of Union and Progress in the Turkish National Movement (1905–1926). 
Er schrieb das Buch Turkey. A Modern History (erstmals erschienen 1993) und übersetzte es ins Niederländische (erstmals erschienen 1995). Von diesem Buch erschienen auch Übersetzungen ins Türkische (Modernleşen Türkiye'nin Tarihi, zahlreiche Auflagen), Griechische, Hebräische, Arabische, Italienische und Indonesische. 
Im Jahr 2003 erschien eine aktualisierte Version in englischer Sprache. 
Im Juni 2005 erhielt Zürcher aus den Händen des damaligen türkischen Botschafters Tacan Ildem die 'Medal of High Distinction' als Zeichen der Anerkennung für seine Veröffentlichungen über die Geschichte der Türkei. 
Im Mai 2016 gab er die Medaille zurück und distanzierte sich von seiner früheren Ansicht, die Türkei könne Mitglied der EU werden.
Von April 2008 bis November 2012 war Zürcher Direktor des Internationalen Instituts für Sozialgeschichte (IISG) in Amsterdam. Er ist ein häufiger Gast in Fernseh- und in Radiosendungen. 

## Schriften (Auswahl)
- (2012), Türkiye'de Ve Iran'da Otoriter Modernlesme, Istanbul Bilgi Üniversitesi, ISBN 978-6053991847.
- (2004) zusammen mit Heleen van der Linden, De Europese Unie, Turkĳe en de islam. Zoeken naar de breuklĳn, Amsterdam University Press, ISBN 90-5356-692-9.[4]
- (1999), Arming the State. Military Conscription in the Middle East and Central Asia, London (I.B. Tauris), ISBN 1-86064-404-X.
- (1998), Opkomst en ondergang van het "moderne" Turkĳe, Leiden, ISBN 90-73782-99-6.

Antrittsrede Rĳksuniversiteit te Leiden.
- (1993), Turkey. A Modern History, London (I.B. Tauris), ISBN 1-86064-958-0 (Nachdruck 2004).

Auf Niederländisch erschienen als Een geschiedenis van het moderne Turkije, Nijmegen (SUN) 1995, ISBN 90-6168-438-2 (Nachdruck 2006).
- (1991), Political Opposition in the Early Turkish Republic. The Progressive Republican Party (1924–1925), Leiden (Brill), ISBN 90-04-09341-9.
- (1984), The Unionist Factor. The Role of the Committee of Union and Progress in the Turkish National Movement (1905–1926), Leiden (Brill), ISBN 90-04-07262-4 (Dissertation).
- mit Mete Tunçay (Hrsg.): Socialism and nationalism in the Ottoman Empire: 1876–1923. London: British Acad. Press, 1994, ISBN 1-85043-787-4.
- (Hrsg.) Jihad and Islam in World War I. Studies on the Ottoman Jihad at the centenary of Snouck Hurgronje’s “Holy War Made in Germany”. Amsterdam (Amsterdam University Press), 2016, ISBN 978-9-4006-0233-5.